# Giancarlo Brusati
Giancarlo Brusati   (Milà, 6 de març de 1910 - Barlassina, 30 de juny de 2001) va ser un tirador d'esgrima italià, especialista en espasa, que va competir durant la dècada de 1930.
El 1936 va prendre part en els Jocs Olímpics d'Estiu de Berlín, on va guanyar la medalla d'or en la prova d'espasa per equips del programa d'esgrima.
En el seu palmarès també destaquen dues medalles al Campionat del Món d'esgrima, una d'or i una de plata, en les edicions de 1933 i 1934 respectivament. El 1931 també guanyà el campionat d'Itàlia d'espasa.
Entre el 1981 i 1984 fou president de la Federació Internacional d'Esgrima.